# Kamlo Barré
Pierre „Kamlo“ Barré (* 1968 in Nantes) ist ein französischer Jazzgitarrist, der orientalische Elemente in den Jazz manouche einführte.
Barré, der einen Teil seiner Kindheit und Jugend im Libanon, im Maghreb und in Spanien verbrachte, lebte ab dem Alter von 19 Jahren wieder in Frankreich, wo er sich der Musik Django Reinhardts widmete. Zunächst spielte er als Rhythmusgitarrist bei Jean-Philippe Watremez, mit dem er auch aufnahm und im Duo auf Tournee ging. Auch arbeitete er bei Patrick Saussois. 1997 traf er Jean-François Ruiz von der Gruppe Latcho Drom um Christophe Lartilleux. Dann gründete er sein Kamlo Trio, mit dem er seit 1999 mehrere Album einspielte. Ferner ist er auf Alben von Paul-Marie Barbier, Am Ketenes und Patrick Saussois zu hören.

## Diskographische Hinweise
- Kamlo Trio: Salammbô (1999, mit Franck Winterstein, Claude Mouton)
- Kamlo Trio: Lejos de mi tierra (2004)
- Oriental Minor Blues (2013, mit Claude Mouton, Eva Slongo, Fanto Reinhardt, Yayo Reinhardt, Charles Sidoun, Martin Puech)
- Am Ketenes: Mélodies Nomades (2023, mit Jean-Baptiste Frugier, Pablo Robin, Jean-Charles Bavouzet)